# Super Seven
Super Seven é um episódio da colecção da Devir Túnel do Tempo, em que a acção decorre num planeta Terra futurista e fragilizado devido à invasão de uma Horda Extraterrestre e ao desaparecimento dos meta-humanos. É parte integrante do almanaque da Devir Super-Heróis.

## Enredo
Dividido em duas partes, Super Seven conta como os últimos seis heróis do planeta se juntam ao vilão Lex Luthor e planeiam uma rebelião contra a força extraterrestre dominante na Terra conhecida como a Horda, no mesmo dia em que o seu líder, Kryll'n, planeia uma visita de rotina ao planeta.

### Caracterização da Terra
A Terra estava totalmente destruída, repleta de cidades fantasmas em todos os Estados Unidos da América (não existem referências aos restantes continentes), entre as quais a cidade imaginária onde actuam muitos heróis da Devir, Coast City. Devido às ameaças da Horda Extraterrestre, os meta-humanos eram constantemente abatidos pela população em geral, recebendo inclusive ajuda dos governos. Assim se deu a extinção de quase todos os super-heróis na Terra, entre aqueles que fugiram para outros planetas e outras dimensões, aqueles que foram mortos e aqueles que se resguardaram graças às suas identidades secretas. 

### A Formação dos Super Seven
A formação dos Super Seven foi ideia de Lana, aqui retratada como uma entidade ligada à Horda Extraterrestre, que usava o nome falso de Senadora Lang, e foi levada a cabo pelo sobrinho de Clark Kent, Jimmy. O Super-homem foi o primeiro a aceitar o desafio de lançar um último e derradeiro ataque à Horda, mas seguiram-se muitos outros:
- A Mulher-Maravilha, que se voluntariou para ajudar e que encontrou Clark devido aos seus famosos Oráculos Gregos;
- O Batman, um dos poucos heróis da Terra que continuava operacional e que todos os dias batalhava contra os extraterrestres (criando inclusive medo entre os seus inimigos, que o chamavam Cavaleiro das Sombras e que fizeram dele uma espécie de Mito);
- O Lanterna Verde, que continuava a exercer a sua profissão de coveiro em Coast City, muitas vezes retratada no livro como a Cidade-Fantasma;
- O Superboy, que no início foi recusado no grupo pela sua inexperiência e arrogância, mas que seria depois admitido (neste episódio existe ainda uma ligação especial, quase amorosa, entre o Superboy e a Mulher-Maravilha);
- O Flash Gordon, que se tinha refugiado em Oregon depois de ter partido as suas pernas e perdido a capacidade de correr depressa que o caracteriza nas normais histórias de banda-desenhada. Mantinha um nome falso e, apesar de a princípio ter recusado o convite dos Super Seven, acabaria por se mostrar determinado;
- Lex Luthor, no corpo de Metallo, já que o seu corpo original tinha sido destruído pelo líder da Horda Extraterrestre, Krill'n, conservando-se apenas a sua alma na Resistência, edifício onde se reunia um pequeno grupo de homens sobreviventes.

### A Batalha contra a Horda e Consequências
Na segunda parte do episódio do Túnel do Tempo, os Super Seven juntam-se a um pequeno exército de homens normais e lutam contra toda a Horda Extraterrestre numa batalha sangrenta que fica marcada pela sua emoção, pela traição da Senadora Lang e ainda pela morte de muitos dos super-heróis. Aqui fica a cronologia das suas mortes:
- Mulher-Maravilha, que morreu logo na primeira batalha de forma a salvar Jimmy de um extraterrestre;
- Batman, que se sacrifica de forma a quebrar a rede defensiva da Horda, através de uma bomba que tinha instalada debaixo do seu uniforme;
- Flash Gordon, que se sacrifica pelo Lanterna Verde, e que consegue mais uma vez fazer uso das suas pernas super-velozes;
- Super-homem, morto por Krill'n, que recorreu à kryptonite que estava dentro do corpo de Metallo, o andróide que dava forma à alma de Lex Luthor;

Finalmente, o golpe final seria dado por Lex Luthor, que matou Krill'n, mas também com muita ajuda do Superboy. 
Nota: os efeitos deste episódio, em particular as mortes de muitos dos heróis da Devir não têm efeitos nas restantes, já que decorrem num tempo à parte, resultado da imaginação do argumentista Kark Kesel.

### Epílogo
Um mês depois, a Terra é reconstruída por um grupo de homens liderados por Jimmy, enquanto que Lex Luthor apadrinha Coast City. Lanterna Verde pretende homenagear as mortes dos meta-humanos procurando novos heróis através do globo e o Superboy fica com o título de Super-homem, sem que ninguém saiba disso.

## Autores
O argumento desta história do Túnel do Tempo esteve a cargo de Karl Kesel, enquanto que os desenhos estiveram a cargo de Brock Hor e de Curt A. Shoultz, sendo que este último tratou apenas da arte-final. O jogo de cores esteve a cargo da ACJ.